# Оксид марганцю(II)
Оксид марганцю(II), манган(II) оксид — неорганічна сполука, оксид складу MnO. Являє собою зелені або сіро-зелені кристали, які є парамагнітними. Сполука нерозчинна у воді, проявляє осно́вні властивості.
Застосовується як каталізатор для гідрогенізації піперидину, а також для десульфування металів. Використовується у виготовленні кераміки, антиферомагнітних матеріалів.

## Поширення у природі

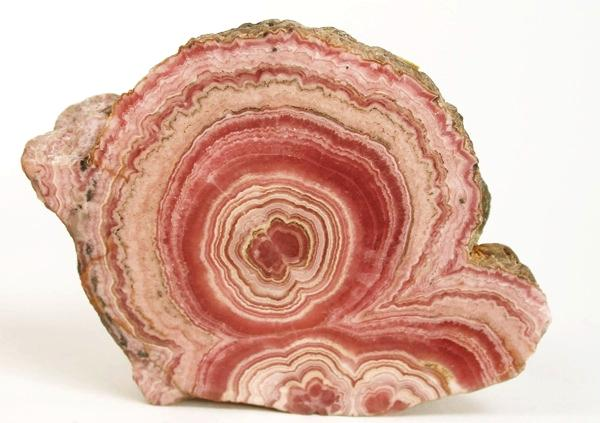
Мінерал родохрозит

Оксид марганцю(II) у вільному стані поширений у вигляді мінералу манганозиту.
Окрім того, він може перебувати у складі мінералів, які є оксигеновмісними солями Mn(II): наприклад, у родохрозиті MnCO3, трипліті (Mn,FeII)2PO4F (31,5% MnO), родоніті (Mn,Ca,FeII)SiO3 (50,5% MnO), спесартині Mn3Al2(SiO4)3 (43% MnO). Також MnO поширений у складі гаусманіту — змішаного оксиду MnO·Mn2O3.

## Фізичні властивості
Оксид марганцю за звичайних умов є кристалами зеленого або сіро-зеленого кольору. Він плавиться при 1780 °С, перетворюючись на чорну рідину. Температура кипіння 3127 °С (переганяється з дисоціацією). Нерозчинний у воді.
Відомі дві сингонії кристалів оксиду марганцю(II):
- Кубічна (а= 0,4448 нм);
- Гексагональна модифікація (стійка до 155,3 °С);

У кубічної сингонії густина 5,18 г/см3.
Кристали є парамагнітними. Антиферомагнетик із температурою Нееля 122 oК, напівпровідник.
MnO є сполукою змінного складу, гомогенність спостерігається у проміжку MnO1,00—MnO1,13 (відповідно до структури мінералу манганозиту).

## Отримання
Оксид марганцю(II) можна отримати прокалюванням при температурі 300 °С оксигеновмісних сполук марганцю(II) в інертній атмосфері (у струмені азоту або водню):
{\displaystyle \mathrm {Mn(OH)_{2}{\xrightarrow {<300^{o}C,N_{2}}}MnO+H_{2}O} }
{\displaystyle \mathrm {MnCO_{3}{\xrightarrow {<330^{o}C}}MnO+CO_{2}} }
Іншим способом є відновлення оксидів MnO2, Mn2O3, Mn3O4 (воднем, оксидом вуглецю, коксом):
{\displaystyle \mathrm {MnO_{2}+CO{\xrightarrow {25^{o}C,kat.CuO}}MnO+CO_{2}} }
{\displaystyle \mathrm {Mn_{2}O_{3}+H_{2}{\xrightarrow {500-700^{o}C}}2MnO+H_{2}O} }

## Хімічні властивості
При нагріванні на повітрі оксид марганцю(II) може поступово переходити в оксиди MnO2, Mn2O3, Mn3O4:
{\displaystyle \mathrm {2MnO+O_{2}{\xrightarrow {200-300^{o}C}}2MnO_{2}} }
{\displaystyle \mathrm {4MnO_{2}{\xrightarrow {580-620^{o}C}}2Mn_{2}O_{3}+O_{2}} }
{\displaystyle \mathrm {6Mn_{2}O_{3}{\xrightarrow {850-1100^{o}C}}4Mn_{3}O_{4}+O_{2}} }
Оксид проявляє осно́вні властивості: він взаємодіє з кислотами та, при сплавленні, із кислотними оксидами з утворенням солей:
{\displaystyle \mathrm {MnO+2HCl{\xrightarrow {}}MnCl_{2}+H_{2}O} }
{\displaystyle \mathrm {MnO+SiO_{2}{\xrightarrow {1100^{o}C}}MnSiO_{3}} } (рожева сполука)
{\displaystyle \mathrm {2MnO+SiO_{2}{\xrightarrow {1100-1200^{o}C}}Mn_{2}SiO_{4}} } (червона сполука)
При дії окисників Mn(II) в оксиді переходить у Mn(III):
{\displaystyle \mathrm {3MnO+Cl_{2}{\xrightarrow {CCl_{4}}}MnCl_{2}+Mn_{2}O_{3}} }
Оксид відновлюється при дії водню чи алюмінію до металевого марганцю:
{\displaystyle \mathrm {MnO+H_{2}{\xrightarrow {800^{o}C}}Mn+H_{2}O} }
{\displaystyle \mathrm {3MnO+2Al{\xrightarrow {1400^{o}C}}Mn+Al_{2}O_{3}} }

## Застосування
Застосовується як каталізатор при дегідрогенізації піперидину та для десульфуризації металів. Компонент багатьох керамічних матеріалів.

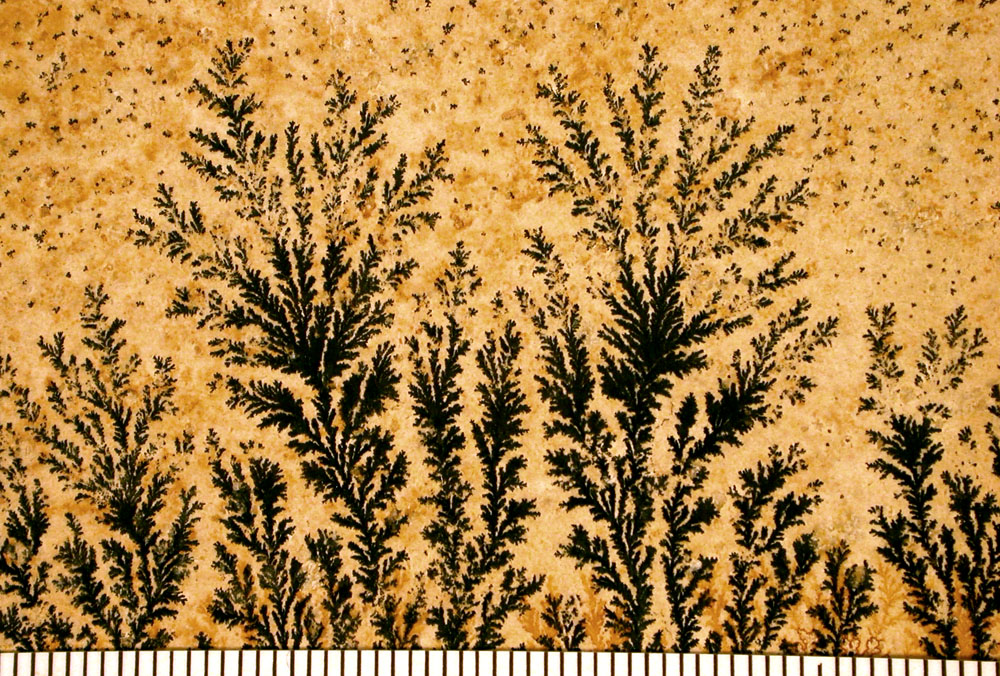
Фотографія зрізу мінералу. Дендрити оксидів марганцю. Шкала - міліметрова.